# Hammam Meskhoutine
Hammam Meskhoutine (en arabe : حمام المسخوطين, bain des damnés), est une station thermale située à Hammam Debagh, au nord-est de l'Algérie. C'est une des nombreuses stations thermales de cette région.

## Histoire
Sous l'occupation romaine, la ville s'appelait Aquae Thiblitanae. Pendant la colonisation française, un colon lorrain du nom de Jean Sadeler, maire de Clauzel (auj. Houari Boumédiène), localité près de Guelma, a découvert en 1883, le lac souterrain dit de Hammam Meskhoutine.
Le nom du site vient de la légende de Hammam Meskhoutine.

## Description
La température de l'eau de Hammam Meskhoutine n'est dépassée au niveau planétaire que par celle des geysers d'Islande. Elle atteint effectivement une température de 97 °C, son débit est de 1 650 litres par seconde : près de 100 000 litres par minute. L'eau a forgé au cours des millénaires une majestueuse cascade en calcaire, riche en couleurs et en formes.
Sur le site on trouve également de nombreuses formations de formes conoïdes.
Hammam Chellala (arabe : حمام الشلالة) désigne un complexe thermal édifié sur les lieux alors que Hammam Debagh (arabe : حمام دباغ) désigne quant à lui la commune où se trouve le site.

## Galerie

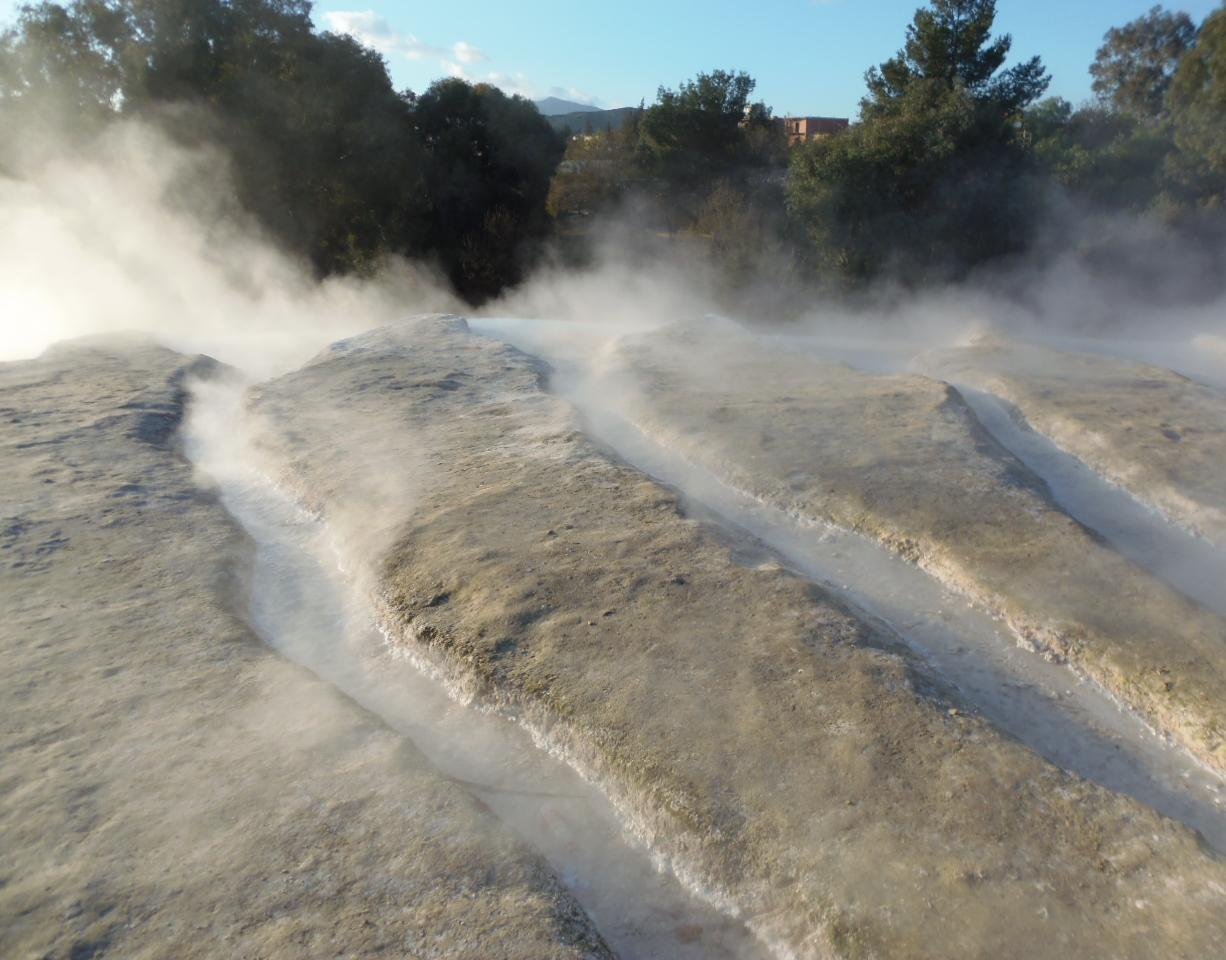
Source et chute d'eau du Hammam Meskhoutine
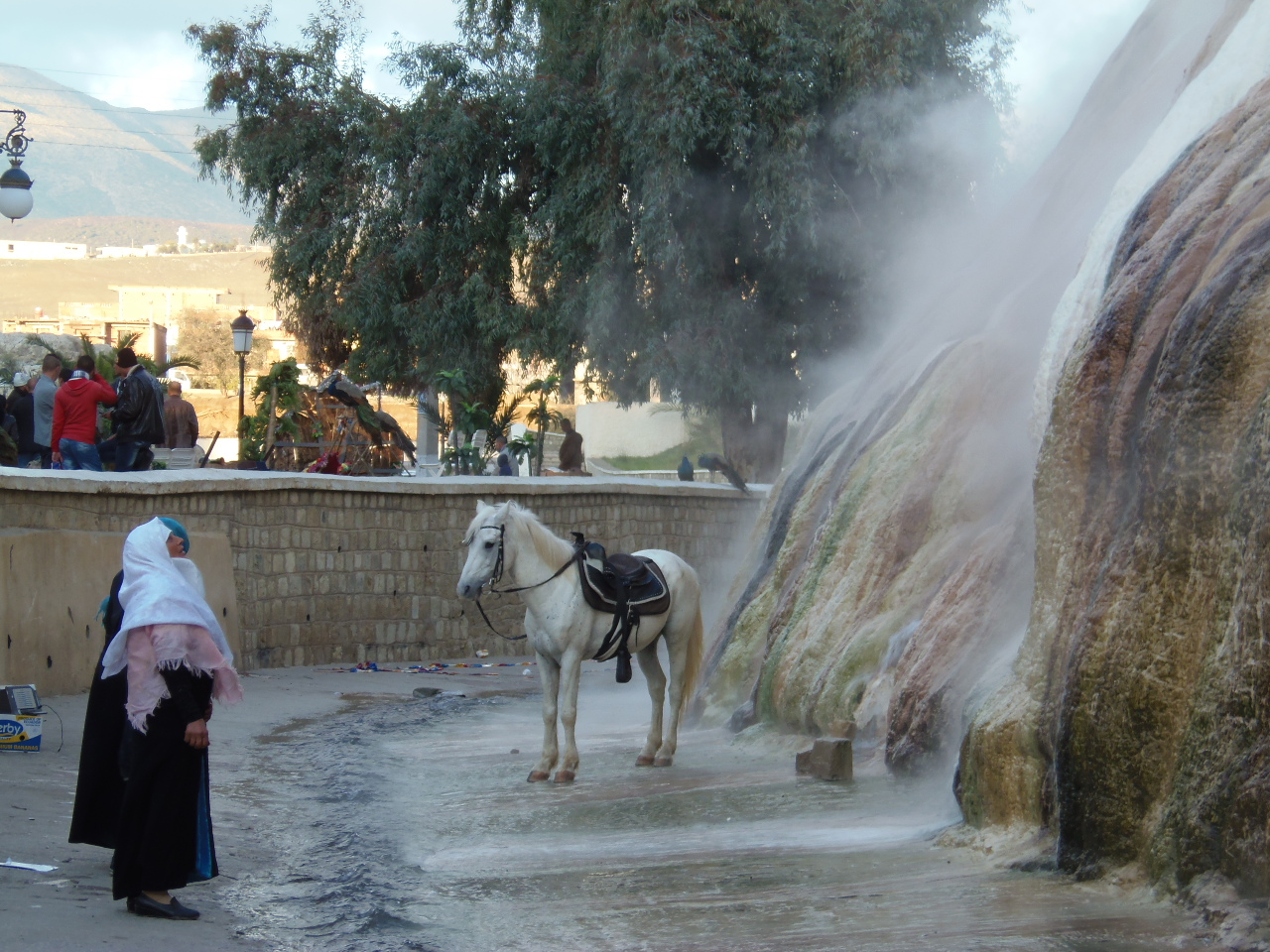
Touristes locaux en contrebas de la cascade